# Kasseler Filmkollektiv

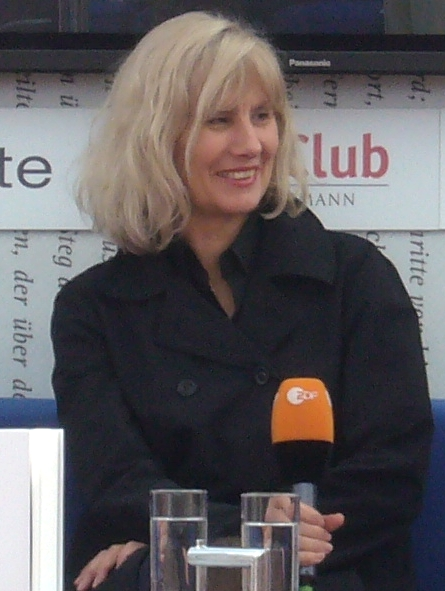
Jutta Schmidt bei Das Blaue Sofa, 2008

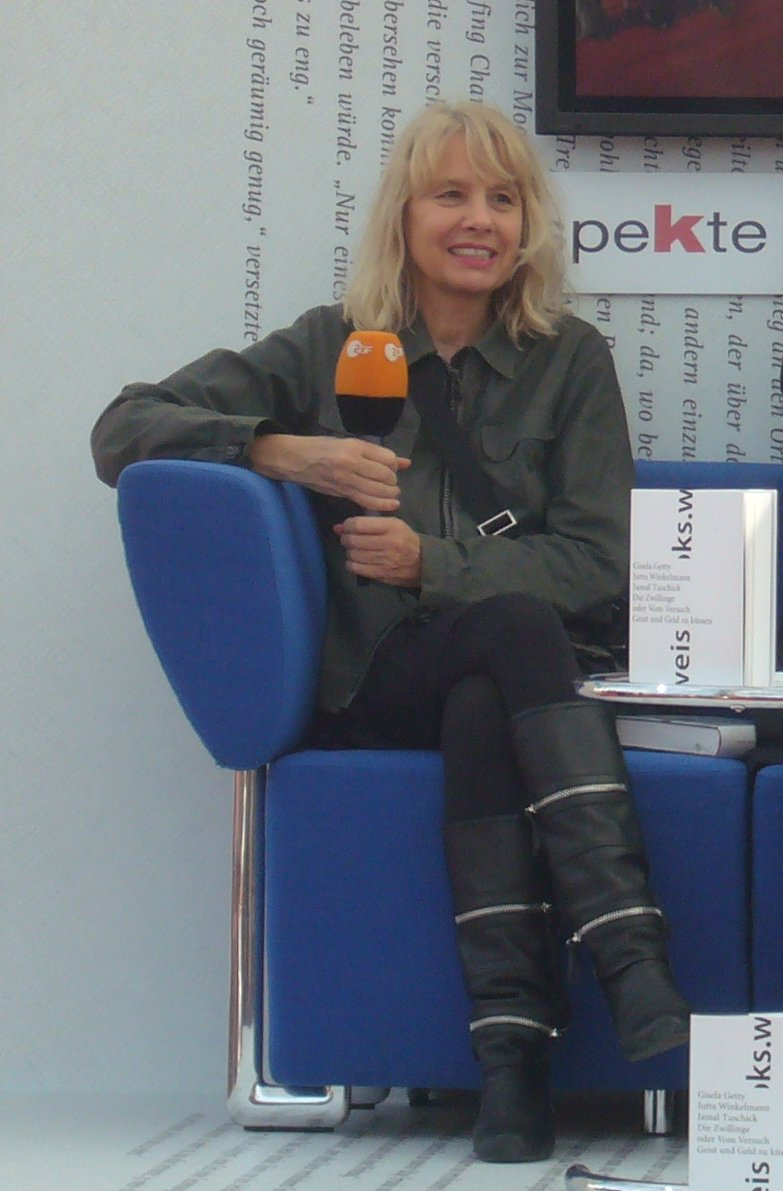
Gisela Schmidt bei Das Blaue Sofa, 2008

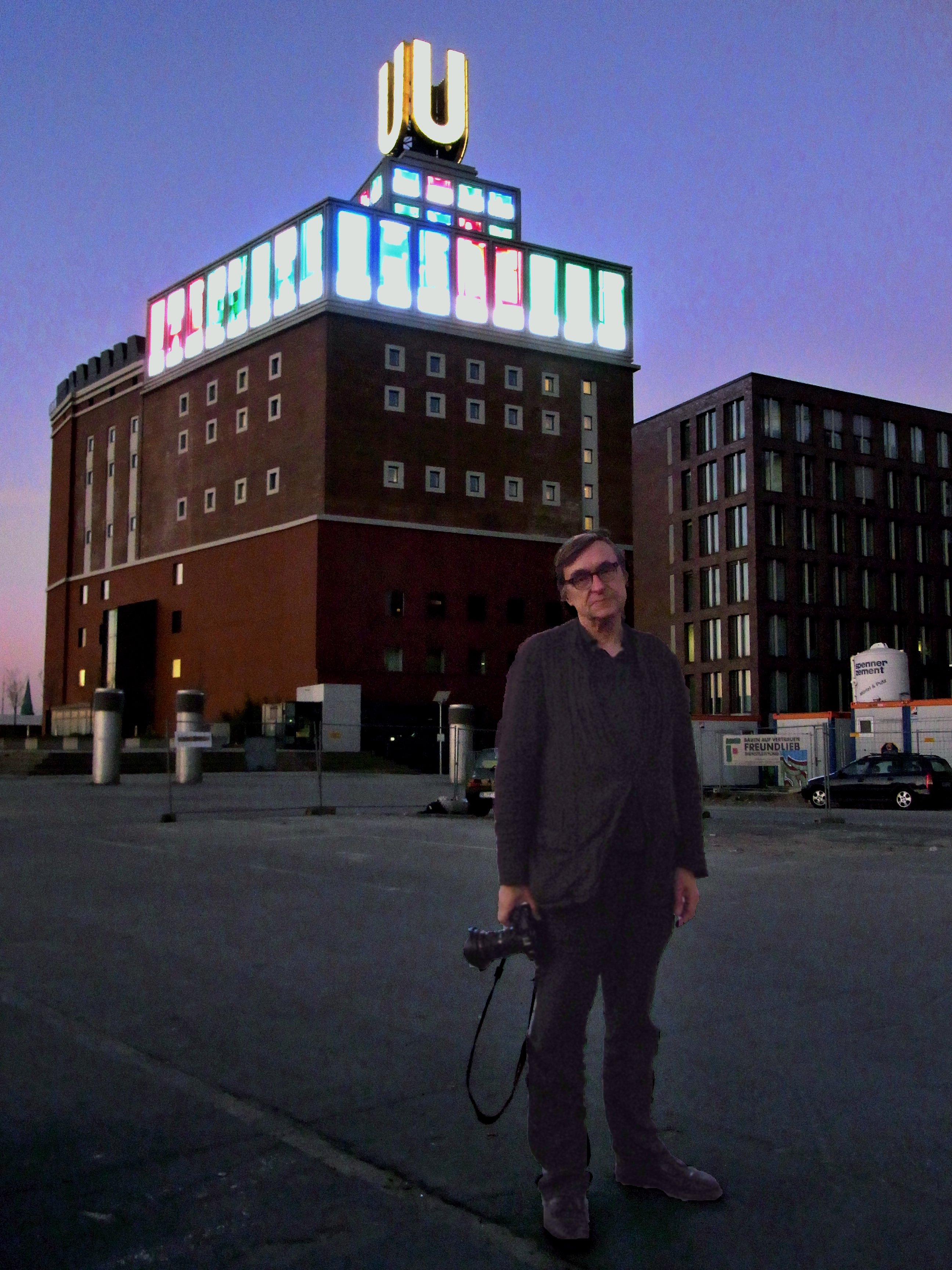
Adolf Winkelmann vor seiner Video-Installation „Der Turm produziert Druckertinte für Kreative“ am 10. Oktober 2010 am Dortmunder U

Das Kasseler Filmkollektiv, auch Kasseler Filmmacherkollektiv, Filme vom Dörnberg, war eine im Jugendhof Dörnberg nahe dem Helfenstein am Hohen Dörnberg bei Zierenberg gegründete Künstlervereinigung, die Filmexperimente machte. Das avantgardistische Filmkollektiv bestand von 1968 bis 1972.

## Vorläufer
In der Bildungsstätte Jugendhof Dörnberg des Landes Hessen war der Medienwissenschaftler und Filmemacher Gerhard Büttenbender ab 1965 als pädagogischer Mitarbeiter angestellt. Er drehte dort Kurzfilme und holte Filmemacher, Kunst- und Filmkritiker zu Seminaren in den Jugendhof.

### Jüm Jüm und Gurtrug 2
Werner Nekes und Dore O. hielten sich 1967 erstmals als Gäste des Jugendhofs Dörnberg drei Monate auf und drehten während dieser Zeit vom Fluxus beeinflusst die Experimentalfilme Jüm-Jüm und Gurtrug 2:
In „Jüm Jüm“ schaukelt ein Mädchen, dargestellt von Dore O., vor einem gemalten Bild. Oben-Unten-Vertauschung lässt den Zuschauer den Bewegungsprozeß im Film als künstliches, filmisches, sowohl synchrones, als auch asynchrones Filmerlebnis begreifen. Für Jüm Jüm erhielten Werner Nekes und Dore O. das Filmband in Silber.
„Gurturg 2“ ist eine filmische Doppelprojektion. Der Film ist eine symmetrische Komposition aus zwei dreieckigen übereinanderstehenden Bildern, die sich mit ihren Spitzen berühren. Er zeigt Liegende, die sich nach bestimmten Regeln ihre Plätze tauschen. Beide Dreiecke zeigen dasselbe in kompletter Umkehrung.

### Das Seminar
Bazon Brock und Werner Nekes drehten 1967 den Kurzfilm „Das Seminar“ im Jugendhof Dörnberg. Der experimentelle Film entstand anlässlich eines von Bazon Brock im August 1967 abgehaltenen Trainingseminar im Jugendhof. Das Seminar bestand aus drei Teilen: Geschichtskunde, Literaturkunde und Lebenskunde.

### Kassel 9.12.1967 11H54
Adolf Winkelmann, der Student an der Werkkunstschule Kassel (Teil der Kunsthochschule Kassel) war, filmte sich selbst beim Gang durch die vorweihnachtliche Kasseler Innenstadt und nahm dabei die Reaktionen der Passanten auf. Für den Film „Kassel 9.12.1967 11H54“ erhielt er 1967 den 2. Preis der „1. Hamburger Filmschau“.

## Gründung des Kasseler Filmkollektivs
1968 gründeten Gerhard Büttenbender, der Filmemacher Adolf Winkelmann und die Zwillingsschwestern Jutta und Gisela Schmidt, Kunststudentinnen von Floris Michael Neusüss an der Werkkunstschule Kassel, nach Abschluss eines Filmseminars im Jugendhof Dörnberg das Kasseler Filmkollektiv. Schon als Schülerinnen hatten die Kasseler Zwillingsschwestern Kontakt zur Kasseler Kunstszene der Werkkunstschule. Zu ihren Bekannten im besetzten „Münstermannhaus“ zwischen 1964 und 1965 am Kasseler Königsplatz gehörten die Künstler Erwin Fricke, Norman Jung, Rainer Kleinschmidt, Peter von der Heydt und die Gebrüder Jan und Michael Buthe.

### Beeinflussung und Kasseler Fluxus
Gerhard Büttenbender und Christian Rittelmeyer luden zahlreiche Referenten in den Jugendhof Dörnberg ein. Reimut Reiche, Bazon Brock, Harun Farocki, Hansjürgen Rosenbauer, Gerd Conradt, Katrin Seybold und Hartmut Bitomsky, aber auch Vertreter der Frankfurter Schule wie Dieter Groesch, Dieter Bott und der Richter Fritz Bauer hielten Vorträge und leiteten Seminare. Gudrun Ensslin und Astrid Proll besuchten die Seminare ohne Einladung. Von dem Fluxus-Vertreter Barzon Brock lernten die Teilnehmer, „dass man sich selbst erfinden kann“ und dass es nicht auf das „Kunstwerk, sondern auf die schöpferische Idee ankommt“. Das Filmkollektiv wollte neue Entwicklungen medialer Agitationsforen schaffen. Filmisch dargestellt wurden die in das Leben einwirkenden Produktionsprozesse. Das Leben sollte sich nicht von der Kunst abgrenzen.
Das Kasseler Filmkollektiv besuchte 1968 das erste „American Underground Film Festival“ (1. Hamburger Filmschau) in Hamburg und traf die Filmemacher Hellmuth Costard, Gerd Conradt, Holger Meins und Katrin Seybold.

## Kurzfilme des Kasseler Filmkollektivs

### Heinrich Viel
Mit dem Debütfilm wandten sich die Filmemacher gegen die klassische Dramaturgie des Kinos. Sie demonstrierten die Übereinstimmung von kinematografischer und realer Zeit, wodurch der Zuschauer unsicher gemacht und gezwungen wurde, über einen alltäglichen Vorgang nachzudenken.
1969 gewannen die inzwischen verheirateten Ehepaare Gerhard und Gisela Büttenbender und Adolf und Jutta Winkelmann als experimentelles Filmkollektiv bei den 15. Westdeutschen Kurzfilmtagen in Oberhausen den Grand Prix. Ihr Beitrag war der Kurzfilm Heinrich Viel, der 31 Minuten lang – ohne Filmschnitt (cut) – den Arbeiter Heinrich Viel bei der Fließbandfertigung zeigt. Gedreht wurde der Film im VW-Werk Kassel in Baunatal. Der Film beginnt in schwarzweiß und Heinrich Viel erzählt zunächst von seinem Leben und seiner Vorstellung vom Glück.

### Es spricht Ruth Schmidt
Bei der Vorführung des Films Katzelmacher lernte das Filmkollektiv beim „Mannheimer Filmfest“ Rainer Werner Fassbinder kennen. Ihr Beitrag „Es spricht Ruth Schmidt“, ein Montagefilm über die Mutter der Zwillingsschwestern Schmidt, wurde 1970 mit dem Josef-von-Sternberg-Preis ausgezeichnet.

### Vertrauende Liebe-Glühender Hass
Der 1969 gedrehte Film ist ein Lehrfilm über die gesellschaftliche Funktion von Trivialliteratur. Ein Rentner, eine Sekretärin, eine Küchenhilfe und ein Lehrling versuchen im Film, Figuren aus einem Romanheft darzustellen.

### Der Höcherl
Der Film über den Politiker Hermann Höcherl wurde bei den Internationalen Hofer Filmtagen 1971 gezeigt. Die Filmkollage aus Familienalben gebastelt, mit Bildern der Zwillingsschwestern Schmidt, deren Eltern, mit Bildern Höcherls, Männern in Uniformen, winkenden Nazifrauen und einem Berg toter Juden löste einen Skandal aus. In diesem Experimentalfilm wird bestritten, dass im Dritten Reich das deutsche Volk von einem Führer verführt wurde; es wird vielmehr die These vertreten, dass die Familie der Kern des Horrors sei.

### Worin unsere Stärke besteht
Der Dokumentarfilm „Worin unsere Stärke besteht“ von 1971 ist eine dokumentarische Aufzeichnung eines pädagogischen Experiments und Rollenspiels im Jugendhof Dörnberg.

## Auflösung
In der Kasseler Werkkunstschule wurden den Mitgliedern des Kasseler Filmkollektivs 1972 Kenneth Angers „Luficer“ und Jonas Mekas „Reminiscences of a journey to Lithuania“ und maoistische Pekingopernfilme vorgeführt. Die Schwestern Schmidt wechselten ihr Studienfach an der Werkkunstschule Kassel und studierten nun beide Grafik. 1972 stellten sie, kuratiert von dem Experimentalfotografen Floris Michael Neusüss, an der Kunstakademie in Kassel und in Tokio aus.
Das Filmkollektiv löste sich nach den Scheidungen der Ehepaare Adolf und Jutta Winkelmann und Gerhard und Gisela Büttenbender 1972 auf. Jutta Winkelmann und ihre Schwester Gisela zogen nach Berlin, um sich der Kommune I um Rainer Langhans anzuschließen. Gerhard Büttenbender wurde 1972 an die Pädagogische Hochschule in Göttingen berufen.

## Nachwirkungen
2017 wurde der documenta 14 Beitrag „Eternal Internist Brotherhood/Sisterhood“ von Angelo Plessas am Hohen Dörnberg gedreht. Die Multimediainstallation wurde während der Kunstausstellung in der Kasseler Gottschalk-Halle vorgeführt. Sie verarbeitete Motive der im Dreißigjährigen Krieg begründeten Zierenberger Bruderschaft/Schwesternschaft.

## Preise
- 2. Preis der Hamburger Filmschau 1967
- Westdeutsche Kurzfilmtage Oberhausen, Grand Prix, 1970
- Josef-von-Sternberg-Preis, Filmfest Mannheim
- Filmband in Silber

## Filme vom Dörnberg
- 1967: Jüm Jüm
- 1967: Gurtrug 2
- 1968: Die Kamera ist auf Passanten gerichtet
- 1968 Liebe Gudrun
- 1968/69: Heinrich Viel
- 1969: Vertrauende Liebe-Glühender Hass
- 1969: Meine Lieben
- 1970: Es spricht Ruth Schmidt
- 1971: Der Höcherl
- 1971: Worin unsere Stärke besteht
- 1970/1971: Worin unsere Stärke besteht
- 1971/1972: Streik bei Piper & Silz

## Ausstellungen
- 1972: Fotoforum Kassel, Kunsthochschule Kassel
- 1972: Tokio

## Filmfestivals
- 2015: Kino im Sprengel: „Hamburger Filmmacher Cooperative“ (1968–1972), Hannover-Nordstadt[3]

## Filme im Archiev
- Peter Hoffmann: Sprengel Museum, Hannover